# Skäßchen
Skäßchen ist ein Ortsteil der sächsischen Stadt Großenhain im Landkreis Meißen. Das 1322 urkundlich erstmals erwähnte Pfarrdorf bildete das Zentrum einer kleinen Gemeinde, bevor diese 1994 nach Zabeltitz eingemeindet wurde, das wiederum 2010 in die Stadt Großenhain eingegliedert wurde.

## Geografie und Verkehrsanbindung
Das Straßenangerdorf Skäßchen liegt etwa 7 km nordöstlich des Großenhainer Stadtzentrums unweit der sächsisch-brandenburgischen Grenze an der Kreisstraße K 8511 in der Großenhainer Pflege. Die Siedlungsfläche befindet sich am südlichen Ufer der Elligast entlang des Nordrands einer saalekaltzeitlichen Grundmoräne. Im südöstlichen Bereich der Gemarkung lag das wüst gefallene Dorf Horst. Namentlich daran erinnert heute noch der in die Elligast entwässernde Horstgraben.
Die am nächsten benachbarten Orte sind Krauschütz im Nordosten, Uebigau im Westen und Skaup im Südwesten, die von 1960 bis 1994 zur Gemeinde gehörten. Im erweiterten Umfeld liegen Strauch und die Wüstung Hermsdorf im Norden, Oelsnitz und Niegeroda im Nordosten, Brockwitz im Südosten, Adelsdorf im Süden, die Wüstung Pickwitz, Nasseböhla sowie Stroga im Westen.
Die Bundesstraße 101 führt an Skäßchen vorbei. Zwei Buslinien verbinden Skäßchen unter anderem mit Blochwitz, Zabeltitz und Großenhain.

## Geschichte

### Ur- und Frühgeschichte
In der Gemarkung von Skäßchen wurden zu verschiedenen Zeiten ur- und frühgeschichtliche Funde gemacht. Beim Pflügen südlich der Ortslage an der Grenze zur Gemarkung Adelsdorf wurden 1932 Brandgräber mit Steinsetzungen gefunden, die der jüngeren Spätbronzezeit zuzuordnen sind.
Ein in der Gemarkung gefundener Denar aus der Zeit des römischen Kaisers Vespasian (69–79 n. Chr.), dessen genauer Fundort unbekannt ist, lässt vermuten, dass es in dieser Region bereits eine dauerhafte Besiedlung zur römischen Kaiserzeit gab.
Bei 1960 erfolgten Suchschnitten westlich der Ortslage in der Aue der Elligast konnte der Graben einer Wasserburg nachgewiesen und Keramik aus dem 14./15. Jahrhundert geborgen werden.

### Ortsgeschichte
Die urkundlich erste bekannte Erwähnung Skäßchens erfolgte 1322 als Sc(h)assowchin. Die bereits zu dieser Zeit vorhandene Verkleinerungsform (= Kleinskassa) lässt vermuten, dass es sich um eine Ansiedlung von Bewohnern aus dem westlich von Großenhain gelegenen Dorf Skassa handelt, das vor 1190 als Zcassowe und 1205 sowie 1261 als Sc(h)assowe erwähnt wurde. In Skäßchen entstand kein Vorwerk aus dem sich ein Rittergut hätte entwickeln können, allerdings bestand ein Sattelhof. Dieser fand 1368 Erwähnung beim Verkauf des Dorfes an das Meißner Domkapitel. Die Größe des Dorfs wurde 1380 mit 40 Hufen beziffert, davon 17 Acker- und 23 Holzhufen. Das im Jahr 1380 bereits wüst liegende dorf zcu deme Horste hatte 9 Hufen, die sämtlich von Bauern aus Skäßchen bearbeitet wurden. Später unterstand das Dorf grundherrschaftlich als Amtsdorf dem Amt Großenhain.
Eine am Ortsrand gelegene Wegkapelle wurde 1429 während der Hussitenkriege zerstört. Schon kurz darauf soll die geweihte Erde von ihrem Platz in das Dorf gebracht und darauf eine neue Kirche angelegt worden sein, weshalb diese auf einer Anhöhe steht.

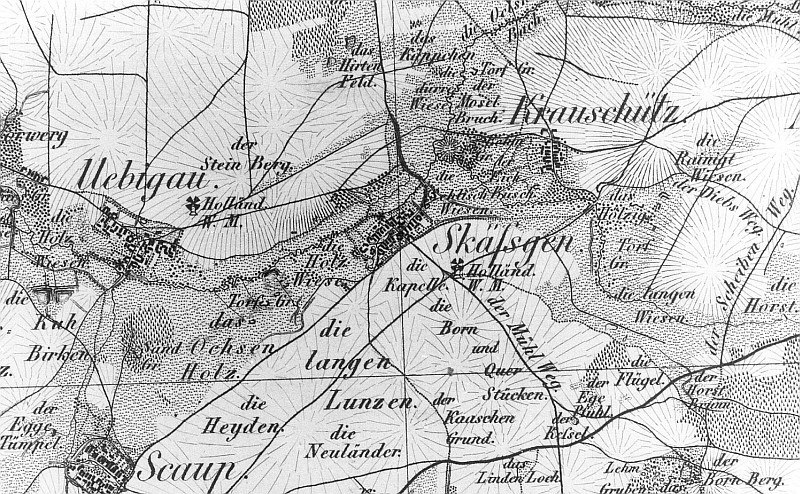
Ausschnitt einer Karte um 1840 mit der eingezeichneten Holländerwindmühle bei Skäßgen

Eine Wassermühle an der Elligast wurde bereits 1380 erwähnt, sie war noch im 18. Jahrhundert mit einem Mahlgang ausgestattet. Im Rahmen der Regulierung des Bachlaufs der Elligast ab 1928 wurde dem Wassermüller das Wasserrecht abgekauft und der Teich in Gartenland umgewandelt. Im frühen 19. Jahrhundert stand südlich des Dorfs auch eine Holländerwindmühle, sie wurde 1927 teilweise und während des Zweiten Weltkriegs ganz abgebrochen.
In den letzten Wochen des Zweiten Weltkriegs war Skäßchen vom 24. April bis 5. Mai 1945 mehrfach umkämpft. Bei ihrer Rückkehr fanden die Bewohner ein zerstörtes und geplündertes Dorf vor. Durch die Aufnahme von Heimatvertriebenen stieg die Einwohnerzahl um die Hälfte an.

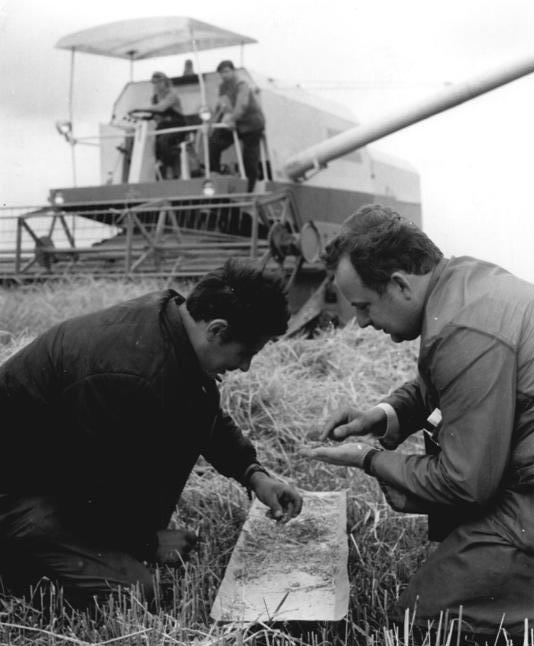
Kontrolle der Körner beim Drusch der Wintergerste seitens der Kooperationsgemeinschaft Skäßchen (Juli 1970)

Auf die Bodenreform im Januar 1946 folgte 1953 die Gründung der ersten Landwirtschaftlichen Produktionsgenossenschaft (LPG) in Skäßchen, der 1960 während des zwangsweisen „sozialistischen Frühlings“ zwei weitere folgten. In den siebziger Jahren sowie noch 1980 kam es in der Region zu mehreren LPG-Zusammenschlüssen und damit einhergehenden Spezialisierungen. Die bereits bestehende Milchviehanlage südlich der Ortslage Skäßchen wurde infolgedessen 1977 auf 690 Plätze erweitert. Aus der LPG „Freies Leben“ Skäßchen ging nach der Wende die Agrargenossenschaft Skäßchen hervor.
Eine Schule in Skäßchen für die Dörfer der Kirchfahrt gab es bereits um 1540. Die über die Jahrhunderte entstandenen und mehrfach erweiterten Schulbauten wurden 1983 durch einen Neubau für die einzügige, 10-klassige Polytechnische Oberschule abgelöst. Durch den Geburtenrückgang und Schulschließungen in den neunziger Jahren verlor auch Skäßchen seinen Grund- und Mittelschulstandort. In das Gebäude zog die von der Diakonie Großenhain getragene Förderschule „Johanne Nathusius“ für geistig Behinderte ein.
Am 1. Januar 1994 erfolgte im Landkreis Großenhain der Zusammenschluss der bis dahin selbständigen Gemeinden Görzig, Nasseböhla (mit Stroga), Skäßchen (mit Krauschütz, Skaup und Uebigau), Strauch und Zabeltitz-Treugeböhla zur Gemeinde Zabeltitz. Durch die Kreisreform im gleichen Jahr kam das Kreisgebiet zum neuen Landkreis Riesa-Großenhain, der 14 Jahre später im Landkreis Meißen aufging. Nach einem Bürgerentscheid im Juni 2009, in dem sich 81 % der Wähler dafür aussprachen, wurde die Gemeinde Zabeltitz zum 1. Januar 2010 nach Großenhain eingemeindet.

### Bevölkerungsentwicklung
| Jahr                                            | Einwohner |
| ----------------------------------------------- | --------- |
| 1834                                            | 161       |
| 1871                                            | 193       |
| 1890                                            | 205       |
| 1910                                            | 197       |
| 1925                                            | 219       |
| 1939                                            | 204       |
| 1946                                            | 317       |
| 1950                                            | 302       |
| 1964                                            | 703       |
| 1990                                            | 632       |
| 2021                                            | 164       |
| kursiv: Gemeinde Skäßchen mit ihren Ortsteilen. |           |

Im Jahr 1551 wirtschafteten in Skäßchen 15 besessene Mann und 8 Inwohner. Rund zwei Jahrhunderte später lag die Zahl der Wirtschaften 1764, ein Jahr nach Ende des Siebenjährigen Krieges, bei 20 besessenen Mann und 3 Häuslerstellen.
Von der ersten gleichen Bevölkerungserhebung im Jahr 1834 bis zum Zweiten Weltkrieg lag die Einwohnerzahl um 200, mit dem statistischen Minimum bei 161 im Jahr 1834 und dem Maximum bei 219 im Jahr 1925. In den ersten Nachkriegsjahren war die Bevölkerung anderthalb mal so groß, 1949 wurden 30 heimatvertriebene Familien mit insgesamt 113 Personen gezählt.
Infolge der am 1. Juli 1959 zum 1. Januar 1960 beschlossenen Eingemeindung der Orte Krauschütz, Skaup und Uebigau stieg die Einwohnerzahl der Gemeinde über 700, sank in den folgenden drei Jahrzehnten allerdings um rund 10 %.
Seit der Eingemeindung werden keine amtlichen Einwohnerzahlen mehr für Skäßchen ausgewiesen. Mit 169 gemeldeten Hauptwohnsitzen (2014) liegt die Einwohnerzahl unter dem Niveau der Vorkriegszeit.

### Ortsname
Urkundlich überlieferte Schreibweisen des Ortsnamens umfassen unter anderem Scassowchin und Schassowchin (1322), Schessouchin (1380), Schassowchin (1406), Skeßigen (1477), Tscheßgen (1530), Schkesgenn (1540), Schkeschen (1555), Skäßgen (um 1840) und Skäßchen (1875).
Der Name ist eine offensichtliche Ableitung des Ortsnamens von Skassa, das etwa 12 Kilometer südwestlich liegt. Dessen Ortsname wird zur rekonstruierten altsorbischen Grundform *Skašov- oder *Skasov- gestellt, die aus einem Personennamen entstanden sein könnte und somit „Ort eines Skaš [oder Skas]“ bedeutet. Die Ableitung des Ortsnamens Skäßchen erfolgte mit dem deutschen Diminutivsuffix -chen, das die Bildung des Umlauts ä bewirkte.

## Bauwerke

### Wohnbebauung
Ortsbildprägend sind mehrere regionaltypische Dreiseithöfe entlang der Alten Hauptstraße. Auf dem Hof Nr. 19 befindet sich ein um 1800 entstandenes Fachwerkhaus mit liegendem Dachstuhl.
An der Alten Hauptstraße 8 stand ein stattliches, unter Denkmalschutz stehendes Bruchsteinhaus mit der Inschrift 1878, das unter anderem Akroterien als Akanthus aufwies. Nachdem es bereits 2004 leergestanden und keinen Käufer gefunden hatte, wurde eine Abbruchgenehmigung erteilt und die Landesdirektion Dresden bewilligte im Jahr 2010 zum Abriss Fördermittel in Höhe von knapp 72.000 Euro.

### Kirche
Die auf einer Anhöhe stehende Skäßchener Kirche auf dem Dorfanger ist in der eher flachen Landschaft weithin sichtbar. Ein kleiner Kirchfriedhof umgibt sie.
Die alte, 1903 wegen Baufälligkeit abgetragene Kirche war in vorreformatorischer Zeit eine dem heiligen Fabian gewidmete Kapelle. Ihr baufällig gewordener Kirchturm wurde 1670 abgetragen und anschließend neu aufgebaut. Im Jahr 1716 wurde das Kirchendach abgetragen und die Mauer um 1½ Ellen erhöht. Beim Abschluss der Bauarbeiten erhielt die Kirche 1717 eine neue Orgel. Eine Instandsetzung der Kirche erfolgte 1834.
Die obere Kirchfahrt bildeten die Orte Oelsnitz, Niegeroda und Krauschütz, die niedere Kirchfahrt umfasste die Orte Skäßchen, Uebigau, Skaup und Weißig am Raschütz.
Die neue Kirche wurde 1904 an gleicher Stelle durch den Leipziger Architekten Paul Lange errichtet. Von der alten Kirche blieben einige Denkmäler und eine spätgotische Tür vom Ende des 15. Jahrhunderts erhalten.
Nach der politischen Wende in Ostdeutschland konnten bis 1996 umfangreiche Sanierungsarbeiten durchgeführt werden, in deren Rahmen neben einer Innenrenovierung und einigen Fassadenarbeiten auch die Orgel überholt wurde und eine neue Verglasung erfolgte.
Die Kirche gehört mit den Kirchen von Oelsnitz und Strauch zum Pfarrbereich Skäßchen im Kirchenbezirk Großenhain der Evangelisch-Lutherischen Landeskirche Sachsens.

## Persönlichkeiten
In Skäßchen geboren wurde Heinrich August Manitius (1804–1883), der seit 1838 Lehrer und seit 1844 Privatlehrer an der Dresdner Kreuzschule war.